# Prägraten am Großvenediger
Prägraten am Großvenediger ist eine Gemeinde mit 1134 Einwohnern (Stand 1. Jänner 2025) im österreichischen Bundesland Tirol im Bezirk Lienz (Osttirol). Das Gemeindegebiet umfasst das hintere Virgental sowie dessen Nebentäler. Umfangreiche Teile des Gemeindegebietes gehören zum Nationalpark Hohe Tauern.
Prägraten ist mit rund 180 km² zwar die viertgrößte Gemeinde des Bezirkes, weist jedoch mit 1134 Einwohnern bei rund sieben Einwohnern pro Quadratkilometer die zweitniedrigste Bevölkerungsdichte des Bezirkes auf.
Erste Besiedelungsspuren aus dem 5. Jahrhundert vor Christus werden mit dem Kupferbergbau in Zusammenhang gebracht. Später war das Gebiet fast ausschließlich von der Landwirtschaft geprägt. Nach dem Zweiten Weltkrieg gewann der Tourismus immer stärkeren Einfluss auf die Wirtschaft. Heute gehört Prägraten zu den Gemeinden mit der höchsten Anzahl an Übernachtungen in Osttirol. Des Weiteren ist die Landwirtschaft eine wichtige Einnahmequelle der Bevölkerung.

## Geographie

### Lage
Prägraten liegt im nordwestlichen Osttirol und ist mit einer Fläche von 180,34 km² die viertgrößte Gemeinde im Bezirk Lienz. Die Gemeinde umfasst das westliche, von der Isel durchflossene Virgental von der Iselschlucht bis zum Talschluss sowie die angrenzenden Nebentäler. Mit einem Anteil von 105,84 km² am Nationalpark Hohe Tauern stehen 59 % des Gemeindegebiets unter Naturschutz.
Prägraten ist verwaltungstechnisch in fünf Weiler und Fraktionen unterteilt, wobei sich der Großteil des besiedelten Gebietes linksseitig der Isel befindet. Das Zentrum der Gemeinde mit der Pfarrkirche wird vom Ort Sankt Andrä (1312 m ü. A.) gebildet. Der höchste Punkt des Gemeindegebietes ist der Gipfel des Großvenedigers mit einer Höhe von 3657 m ü. A.

### Gemeindegliederung

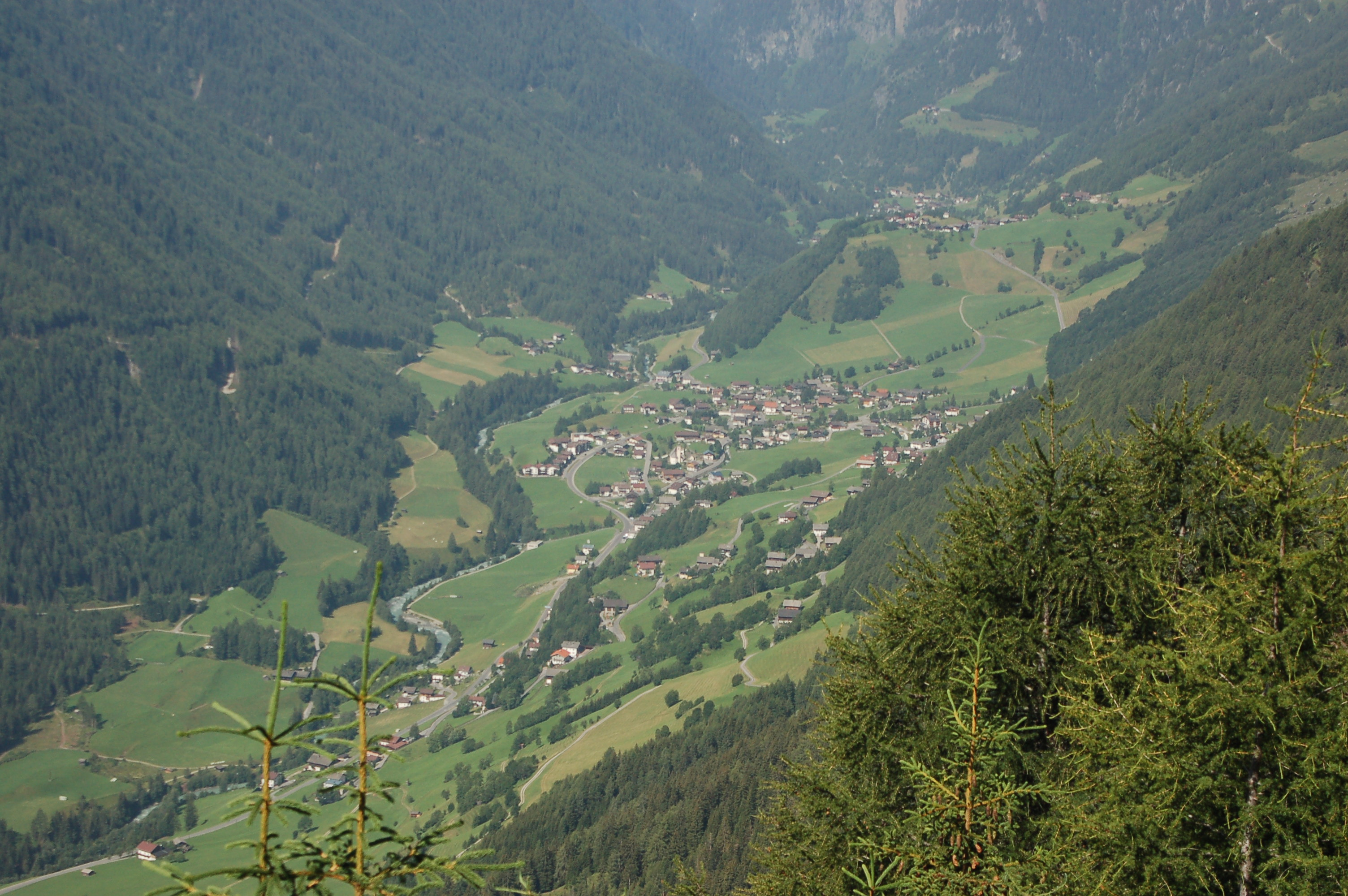
Blick ins Hintere Virgental. Im Vordergrund Wallhorn, dahinter Sankt Andrä und auf dem Hügel die Fraktion Bichl

Prägraten umfasst die fünf Ortsteile (Fraktionen) Bobojach, Wallhorn, Sankt Andrä, Bichl und Hinterbichl (von Ost nach West), die sich im Osten des Gemeindegebietes entlang der Isel aneinanderreihen. Das westliche Gemeindegebiet ist auf Grund der Höhenlage unbesiedelt. Am östlichen Eingang des Gemeindegebiets liegt an der Landesstraße links der Isel der Weiler Bobojach mit der Josefskapelle (1239 m). Bobojach besteht aus einem kompakten Dorfkern und mehreren Einzelhöfen (Haufendorf). Westlich von Bobojach schließt sich die Streusiedlung Wallhorn an, auf die der Hauptort Sankt Andrä folgt. St. Andrä, auf einem Schwemmkegel des Timmelbachs gelegen, weist in Bereich des alten Dorfkerns die Siedlungsform eines Haufendorfs auf. Die Gebäude gruppieren sich dabei fast ausschließlich linksseitig der Isel entlang des Timmelbachs sowie westlich des Timmelbachs. Lediglich der Ortsteil Losach mit dem Freizeitzentrum liegt rechts der Isel.
Die Fraktion Bichl liegt westlich von Sankt Andrä auf einer Anhöhe über der Isel (1439 m). Die Gebäude gruppieren sich um die Heiligen-Geist-Kapelle, im Norden schließt sich der Hof Oberbichl an. Östlich endet die Landesstraße an der Mündung des Dorfer Bachs in die Isel. Hier liegt der Ortsteil Hinterbichl (1329 m), zu dem neben der zentralen Häuser- und Hofgruppe westlich der Kapelle mehrere Einzelhöfe gehören. Letzter besiedelter Weiler im Westen des Gemeindegebietes ist der zu Hinterbichl gehörende Weiler Ströden (1403 m). Höchste Dauersiedlung ist der Groderhof auf einer Anhöhe über Hinterbichl (1512 m).

### Flächennutzung
Durch den hochalpinen Charakter des Gemeindegebietes stehen in Prägraten nur wenige Siedlungsflächen zur Verfügung. Auf Grund der Unwirtschaftlichkeit ist der einst zur Selbstversorgung betriebene Ackerbau praktisch verschwunden. Von der Gesamtfläche von rund 18.000 Hektar entfallen 46 Prozent auf unproduktives Land (Ödland), acht Prozent sind bewaldet, 43 Prozent Almen und nur zwei Prozent sind landwirtschaftliche Nutzfläche.

### Nachbargemeinden
Die Gemeinde Prägraten ist durch die Lasörlinggruppe im Süden sowie durch die Venedigergruppe im Westen und Norden von seinen Nachbargemeinden getrennt. Die Gemeindegrenzen decken sich weitgehend mit dem Einzugsgebiet der Isel bis zu Iselschlucht. Eine befahrbare Verbindung besteht lediglich zur ebenfalls im Virgental gelegenen Gemeinde Virgen, östlich von Prägraten. Im Nordosten grenzt Prägraten zwischen dem Hohen Eichham und dem Großvenediger an Matrei in Osttirol. Vom Großvenediger im Norden schließt sich nach Südwesten bis zur Dreiherrnspitze die Landesgrenze zu Salzburg mit den Gemeinden Krimml und Neukirchen am Großvenediger an. Im Westen verläuft zwischen Dreiherrnspitze und Rötspitze die Staatsgrenze zu Italien mit der Südtiroler Gemeinde Prettau. Im Südwesten grenzt Prägraten an das Gemeindegebiet von Sankt Jakob in Defereggen.
| Krimml (ZE)      | Neukirchen am Großvenediger (ZE)            |        |
| Prettau Südtirol | Kompassrose, die auf Nachbargemeinden zeigt | Matrei |
| St. Jakob        |                                             | Virgen |

### Geologie und Morphologie
Das Iseltal ist im Bereich von Prägraten asymmetrisch ausgeprägt. Die Siedlungsflächen liegen fast ausschließlich auf dem linksseitigen, nach Süden ausgerichteten relativ flachen Hang. Der rechtsseitige Hang fällt hingegen steil ab und ist bis in die Talniederung mit Wald bedeckt. Die nördlichen Zuflüsse der Isel haben im Zentralgneis und der darüber liegenden Schieferhülle stark gegliederte Seitentäler geschaffen. Die südlichen Zuflüsse konnten im dortigen Gneisphyllit hingegen nur kurze Kerbtäler mit geringer Wasserführung herausbilden.
Typische Gesteine im Iseltal sind der Kalk-Glimmerschiefer und der Grünschiefer. Beide Gesteinsarten gehören der tektonischen Einheit des Tauernfensters an.

### Gebirge
Prägraten am Großvenediger liegt im namensgebenden Gebiet der Venedigergruppe, die zu den Hohen Tauern (Österreichische Zentralalpen) gehört. Die höchsten Erhebungen befinden sich im nordöstlichen Gemeindegebiet an der Grenze zu Matrei und Salzburg. Die höchsten Gipfel sind der Großvenediger (3657 m), gefolgt von der östlich verlaufenden Gebirgskette mit dem Rainerhorn (3559 m), der Schwarzen Wand (3503 m), dem Hohen Zaun (3451 m) und der Kristallwand (3310 m). Südlich schließen sich Weißspitze (3300 m) und der Hohe Eichham (3371 m) an. Vom Großvenediger nach Westen verläuft der Hauptkamm der Gebirgsgruppe weiter über den Großen Geiger (3360 m) zu den Simonyspitzen (3473 m), der Dreiherrnspitze (3499 m) und der Rötspitze (3496 m). Die Venedigergruppe ist in diesen Bereichen noch stark vergletschert und umfasst mit dem Umbalkees das Quellgebiet der Isel. Im Süden wird Prägraten vom südlichen Ausläufer der Venedigergruppe, der Lasörlinggruppe begrenzt. Da die Grenze zum benachbarten Defereggental entlang der Wasserscheide verläuft, liegen die Gipfel des Lasörlings (3098 m), des Stampfleskopfs und der Finsterkarspitze auf dem Gemeindegebiet von Prägraten.

### Flüsse und Gewässer

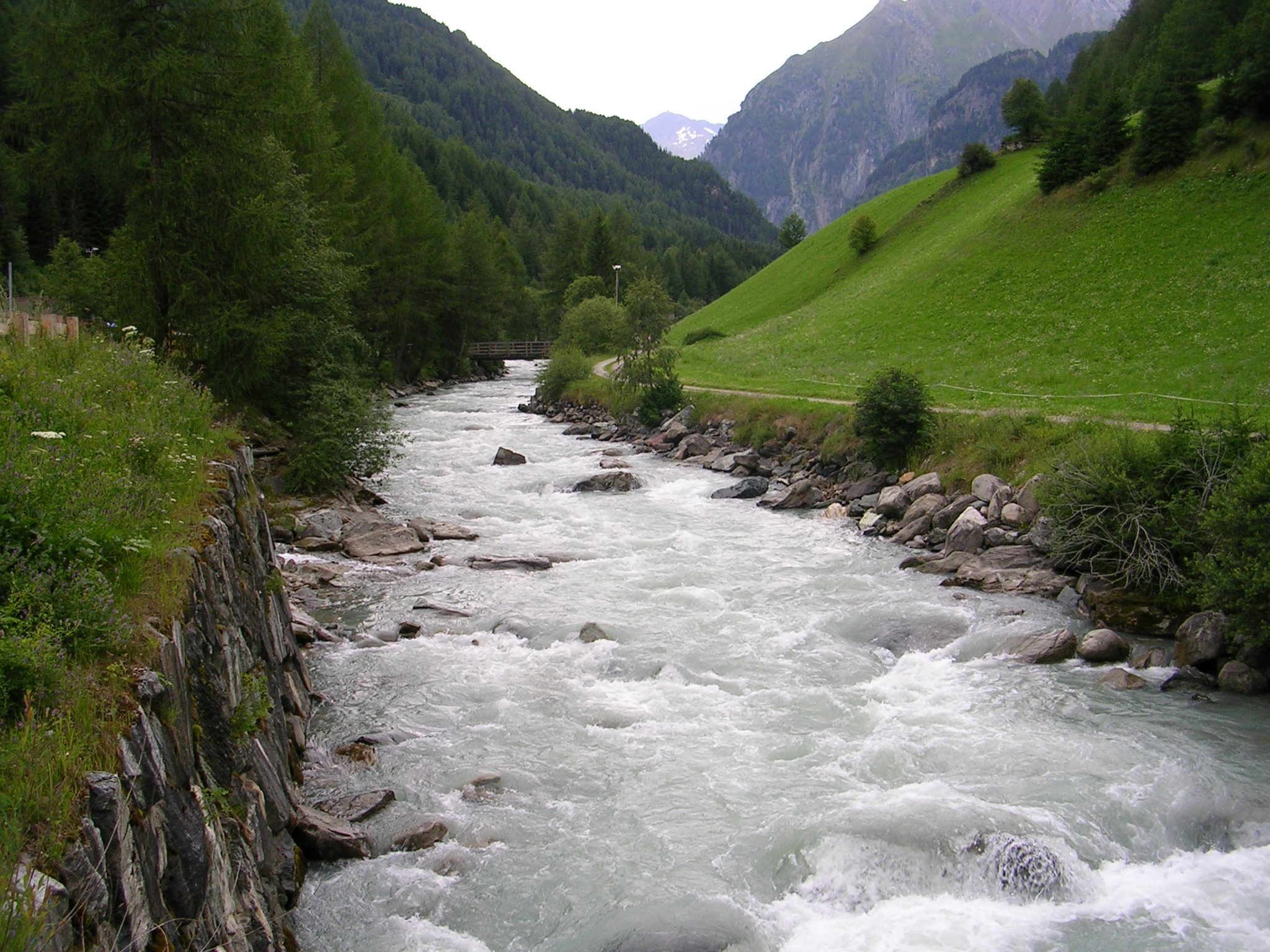
Die Isel vor dem Hauptort Sankt Andrä

Bestimmender Fluss im Gemeindegebiet ist die Isel, die im Umbaltal am Umbalkees entspringt und dort die Umbalfälle bildet. Die wasserreichsten Zuflüsse münden linksseitig in die Isel, wobei der Maurerbach, der Dorfer Bach (Hinterbichler Dorfertal) und der Timmelbach (Timmeltal) weite Täler ausgebildet haben. Sie verfügen selbst über zahlreiche kleine Zuflüsse. Die linksseitigen Zuflüsse der Isel sind wesentlich kürzer und weniger verzweigt als die nördlichen Zuflüsse. Im Bereich des Umbaltals münden die relativ kurzen Zuflüsse Reggenbach und Zopalbach rechtsseitig in die Isel, größere Zuflüsse im Süden des Virgentals sind Daberbach, Großbach, Kleinbach, Lasnitzbach und Zopanitzenbach. Auf dem Gemeindegebiet von Prägraten befinden sich zudem mehrere Bergseen, von denen der Eissee der größte ist.

### Klima
Prägraten liegt im Bereich des mitteleuropäischen Klimas. Das Klima Prägratens weist jedoch auch mediterrane Einflüsse auf, die im Winter eine geringe Schneehöhe und eine verkürzte Dauer der Schneedecke bewirken. Des Weiteren sind die Wintertemperaturen wesentlich höher als in vergleichbaren Regionen. So liegt das Jännermittel von Prägraten in einem ähnlichen Bereich wie das um 540 Meter niedriger gelegene Kitzbühel an der Nordseite der Tauern.
Die größten Niederschlagsmengen fallen in Prägraten in den Sommermonaten. Die Wintermonate Dezember bis Februar weisen den geringsten Niederschlag auf. Die durchschnittliche jährliche Niederschlagsmenge betrug zwischen 1980 und 2003 911 Millimeter.

## Bevölkerung

### Bevölkerungsentwicklung

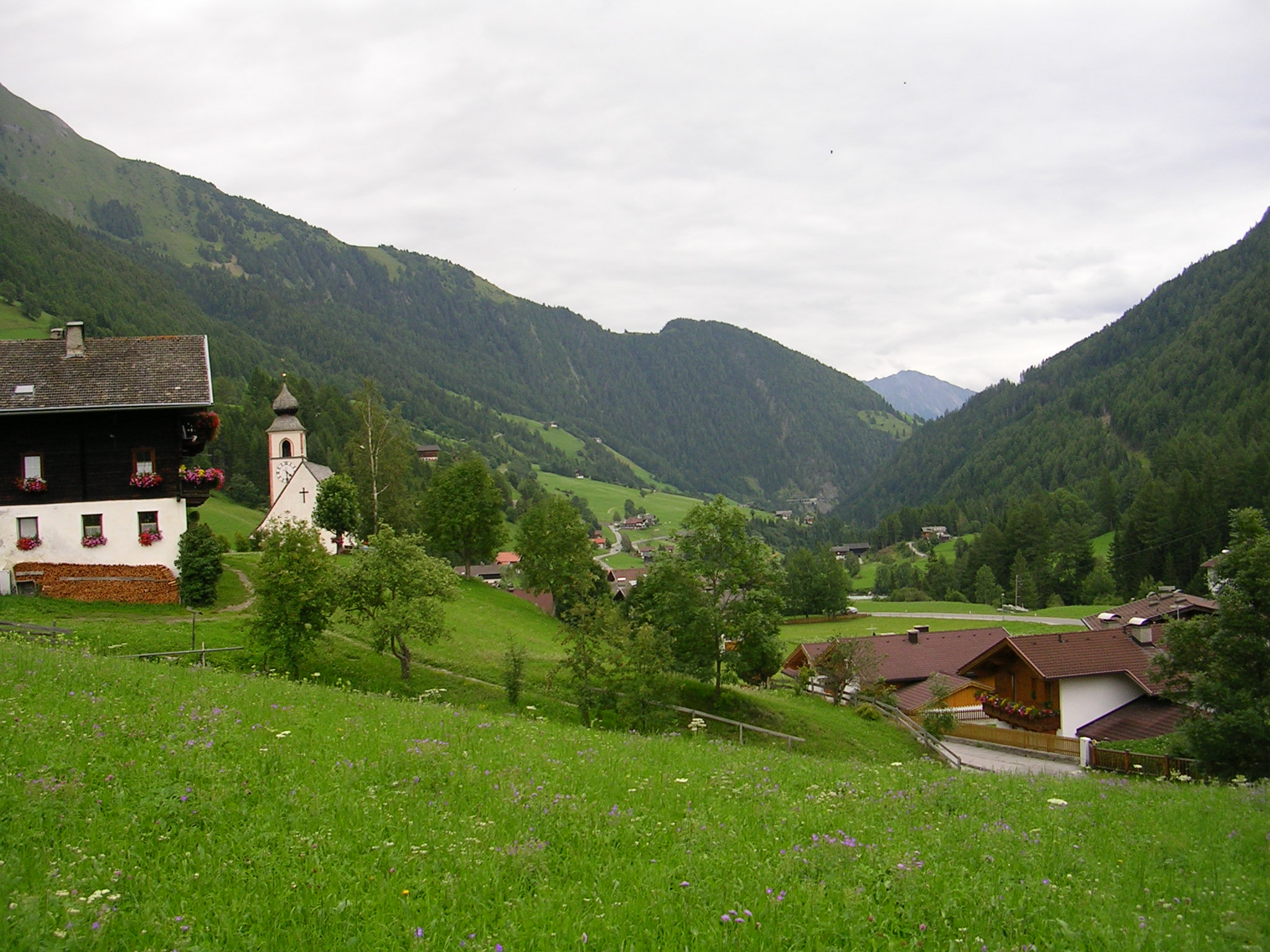
Prägraten mit der Pfarrkirche

| Bevölkerungsverteilung | Bevölkerungsverteilung | Bevölkerungsverteilung | Bevölkerungsverteilung | Bevölkerungsverteilung | Bevölkerungsverteilung |
| ---------------------- | ---------------------- | ---------------------- | ---------------------- | ---------------------- | ---------------------- |
| Jahr                   |                        | 2001                   |                        | 2019                   |                        |
| Bichl                  | 89                     | 74                     | 69                     | 66                     |                        |
| Bobojach               | 113                    | 103                    | 90                     | 81                     |                        |
| Hinterbichl            | 133                    | 143                    | 126                    | 124                    |                        |
| Sankt Andrä            | 401                    | 696                    | 642                    | 607                    |                        |
| Wallhorn               | 177                    | 258                    | 246                    | 248                    |                        |
| Gesamt                 | 913                    | 1274                   | 1173                   | 1126                   |                        |

### Bevölkerungsstruktur

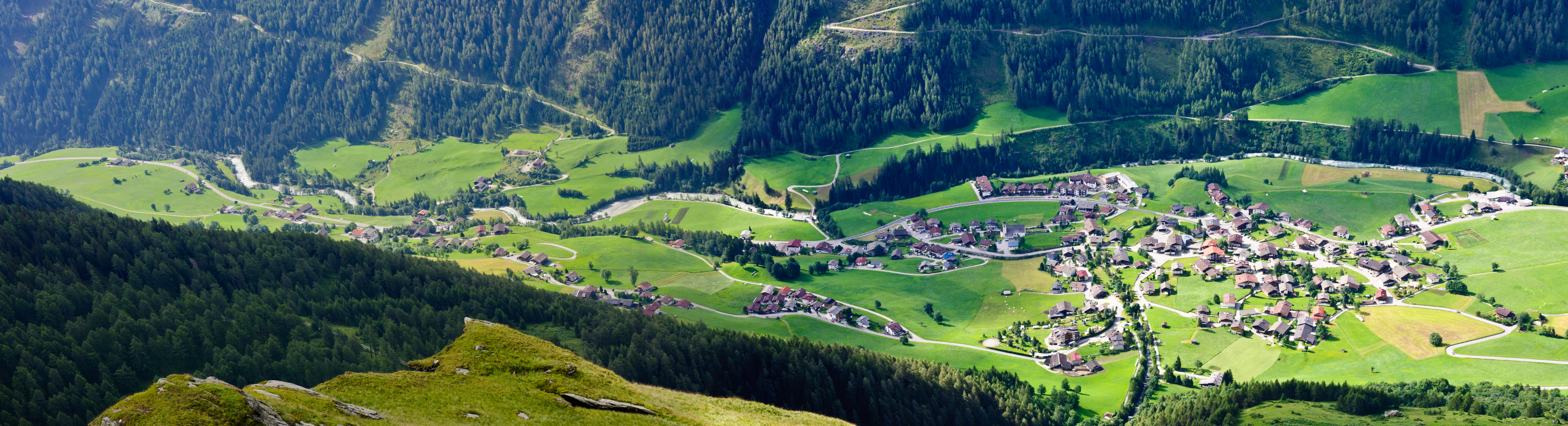
St. Andrä, Wallhorn

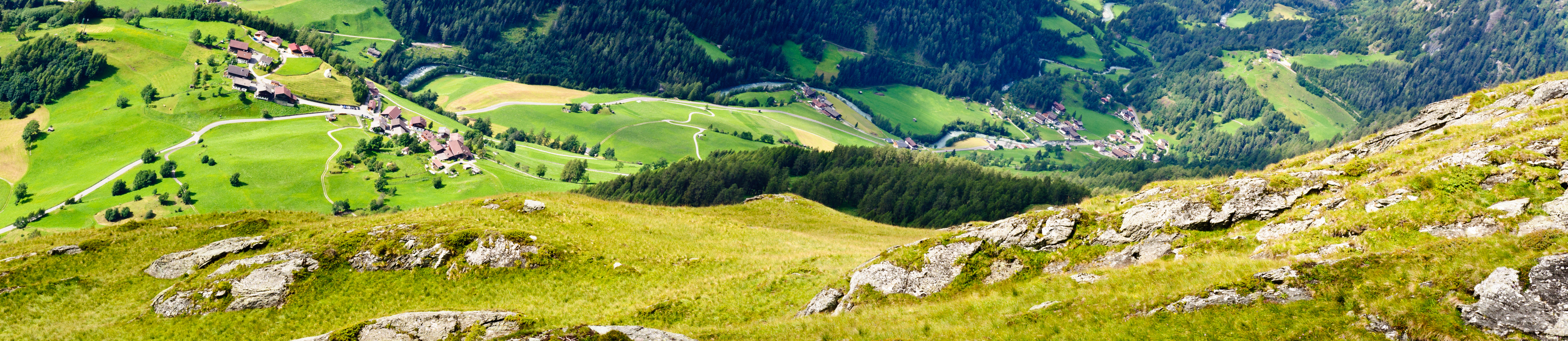
Bichl, Hinterbichl

In der Gemeinde Prägraten lebten 2019 genau 1126 Menschen. Laut der Volkszählung 2001 waren 99,5 % der Bevölkerung österreichische Staatsbürger (Tirol: 90,6 %). Zur römisch-katholischen Kirche bekannten sich 98,5 % der Einwohner (Tirol: 83,4 %), es gab lediglich drei Mitglieder der Evangelischen Kirche und zwei Menschen ohne religiöses Bekenntnis. Der Altersdurchschnitt der Gemeindebevölkerung lag 2001 deutlich unter dem Landesdurchschnitt. 23,2 % der Einwohner Prägratens waren jünger als 15 Jahre (Tirol: 18,4 %), 58,7 % zwischen 15 und 59 Jahre alt (Tirol: 63,0 %). Der Anteil der Einwohner über 59 Jahren lag mit 18,1 % etwa im Landesschnitt von 18,6 %. Nach dem Familienstand waren 55,3 % der Einwohner von Prägraten ledig, 39,0 % verheiratet, 4,3 % verwitwet und 1,4 % geschieden, wobei insbesondere die niedrige Scheidungsrate vom Landesdurchschnitt (4,8 %) abweicht.
Vom Ende des 18. bis zur Mitte des 19. Jahrhunderts verlief die Bevölkerungsentwicklung Prägratens leicht steigend beziehungsweise stagnierend. Mitte des 19. Jahrhunderts lebten rund 750 Menschen in der Gemeinde. Durch den verstärkten Handel mit landwirtschaftlichen Produkten wurde der Getreideanbau zunehmend unrentabel und die Landwirtschaft daher auf die Viehzucht umgestellt. Der geringere Arbeitskräftebedarf in der Viehzucht führte bis zur Jahrhundertwende zu einer zunehmenden Abwanderung, insbesondere nach Lienz. Die Abwanderung setzte sich bis in die 1920er Jahre fort, verlangsamte sich jedoch ab der Jahrhundertwende. Durch den Aufschwung des Tourismus stieg die Bevölkerungszahl bis 1934 stark um 28 % an, wobei unklar ist, ob der Anstieg durch den Geburtenüberschuss oder Zuwanderung entstand. Danach verlief der Anstieg der Einwohnerzahl langsamer und beschleunigte sich nach dem Zweiten Weltkrieg wieder. Bis zum Beginn der 1980er Jahre steigerte sich die Einwohnerzahl auf über 1200 Menschen, was einer Verdoppelung der Bevölkerung gegenüber den 1920er Jahren entspricht. Danach stagnierte die Einwohnerzahl auf diesem Niveau, um dann nach der Jahrtausendwende trotz positiver Geburtenbilanz wegen der Abwanderung wieder zu sinken.

## Geschichte

### Erste Besiedelung
Eine in Hinterbichl entdeckte Steinkiste aus dem 5. Jahrhundert v. Chr. ist der älteste Beleg für die Anwesenheit von Menschen auf dem heutigen Gemeindegebiet. Da ein im benachbarten Virgen (Welzelach) bestehendes Steinkisten-Gräberfeld mit dem Kupferbergbau in Verbindung gebracht wird, lässt auch das Steinkistengrab in Hinterbichl auf anwesende Erzsucher und Bergknappen zu dieser Zeit schließen. Um 100 vor Christus fiel der Osttiroler Raum mit dem Virgental an die Kelten, deren Herrschaftsgebiet bereits um 15 v. Chr. friedlich an das Römische Reich kam. Nach dem Untergang des Römischen Reiches und der Schlacht bei Aguntum 610 zwischen Baiern und Slawen drangen die siegreichen Slawen in die Täler Osttirols ein. Die heute noch bestehenden Flurnamen wie Bobojach und jene mit Endungen auf -itz (Zopanitz, Lasnitz, Islitz) belegen die slawische Siedlungstätigkeit auch auf dem Gebiet des heutigen Prägraten. Nach dem Verlust der slawischen Vormachtstellung gegenüber den Baiern setzte ab 769 durch die Gründung des Klosters Innichen die erneute Christianisierung der Region ein. Baiern siedelten sich nach und nach friedlich im Virgental an. Die slawische Sprache starb infolge allmählich aus.

### Landeshoheit und Herrschaft Virgen

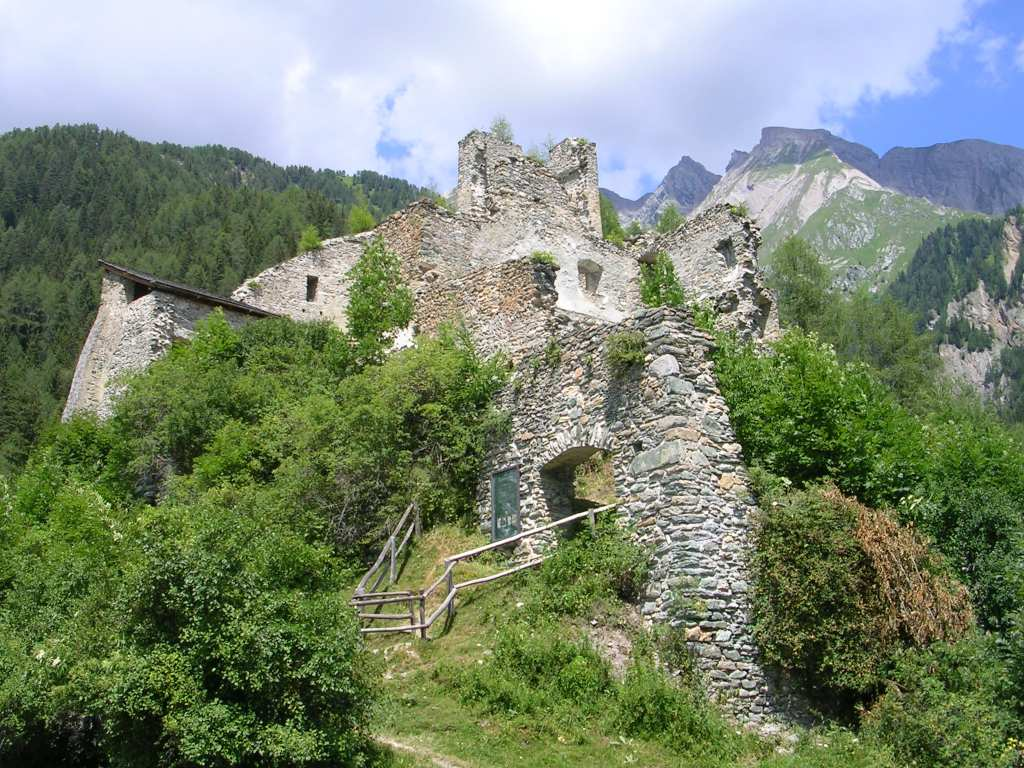
Burgruine Rabenstein, Sitz der Herrschaft Virgen

Im 11. Jahrhundert war das Virgental Teil des Herzogtums Kärnten. Dieses zerfiel in der Folge in vier Gaue, wobei das Virgental ein Teil des Lurngaus war. Der Lurngau unterstand den gleichnamigen Grafen von Lurngau (Meinhardiner), die sich ab 1120 als Grafen von Görz bezeichneten. Prägraten selbst war im Hochmittelalter eng mit dem benachbarten Ort Virgen und der dort 1182/83 errichteten Burg Rabenstein verbunden, die Mitte des 13. Jahrhunderts im Besitz von Albert III. von Tirol stand. Im Kampf gegen das Erzbistum Salzburg verlor Albert III. die Burg Virgen an Salzburg, deren Verlust 1252 mit dem Frieden von Lieserhofen bestätigt wurde. Vermutlich war zu dieser Zeit mit der Herrschaft über die Burg die Herrschaft über das umliegende Land verbunden. Der spätere Gerichtsbezirk Virgen mit dem Gerichtssitz Rabenstein umfasste dabei neben dem Gebiet von Virgen auch das hintere Virgental (Prägraten) und Teile des südlich gelegenen Sankt Jakob in Defereggen. Auch in kirchlicher Hinsicht war Prägraten mit Virgen verbunden. Der 1165 erstmals genannte Pfarrer von Virgen betreute über Jahrhunderte auch Prägraten und Teile von Sankt Jakob in Defereggen.
Nach dem Tod Alberts III. wurde die Herrschaft über die Burg an Alberts Erben verliehen. 1271 setzte Albert von Görz Rabenstein als Pfand für die Einhaltung eines Vertrages ein. Die Rechte der Görzer an „Burg und die Gegend“ wurden 1292 und 1308 vom Salzburger Erzbischof bestätigt. Die Landesherrschaft stand dabei bis ins 18. Jahrhundert formell in Abhängigkeit zur Salzburger Lehenshoheit. Dieser Umstand wirkte sich jedoch in der Praxis kaum aus.

### Erstnennung und grundherrschaftliche Verhältnisse
1162 wird Prägraten erstmals in Zusammenhang mit einer Schenkung von Gütern des Grafen Arnold von Greifenstein an das Augustiner Chorherrnstift Neustift bei Brixen als „Pregat“ genannt. Der Name leitet sich aus dem Slawischen ab und bedeutet „Vor der Burg“. Diese Burg könnte sich auf dem „Bichl“ befunden haben. Reste eines Walls haben sich dort bis heute erhalten. Alternativ, und detto mit Bezug auf die Burg, könnte man den Namen auf slav. pregrada: Sperre/Wall/Einfriedung zurückführen.
Der überwiegende Teil der Güter Prägratens unterstand jedoch den Landesherren, im Mittelalter den Görzern. Die Görzer legten um 1299 für ihre Besitzungen ein Urbar an, in dem alle ihre Besitzungen und der damit verbundene Grundzins verzeichnet wurde. Im Görzer Urbar werden für Prägraten zahlreiche Höfe in allen heute bestehenden Fraktionen, darunter mehrere Schwaighöfe, genannt. Bobojach wird hier erstmals als „Pobeyach“ angeführt. Die Bewohner der Prägratner Höfe unterlagen großteils dem Freistiftrecht, das die Bevölkerung durch hohe Abgaben belastete und dem Grundherren umfangreiche Rechte zugestand. So war es dem Grundherren unter anderem möglich, den Pächter jährlich zu kündigen. Da die Höfe üblicherweise lange Zeit im Besitz der Familien standen, wurde dieses Recht in Prägraten vermutlich nur selten ausgeübt.

### Prägraten in der Neuzeit
Nach dem Tod Graf Leonhards von Görz fielen die Görzer Besitzungen im Jahre 1500 an Maximilian I., der diese im Februar 1501 an seine Grafschaft Tirol angliederte. Maximilian behielt aus Geldmangel jedoch nur die Landeshoheit und verkaufte 1501 die Grafschaft an Michael von Wolkenstein-Rodenegg. Durch den Verkauf des Gebietes scheiterte unter anderem die geplante Umwandlung der Freistiftgüter in die Erbleihe. Für die Bauern Prägratens bedeutete dies eine Fortführung der starken Belastungen. Nach dem Konkurs der Grafen Wolkenstein kaufte 1653 das Haller Damenstift die ehemaligen Görzer Besitzungen um 142.000 Gulden auf. Die Hoffnung der Bauern auf eine Entlastung durch das Kloster wurde jedoch enttäuscht, auch bei Missernten mussten weiterhin hohe Abgaben geleistet werden. Erst nach der Aufhebung des Damenstiftes 1783 durch Kaiser Joseph II. kam es zu einer teilweisen Entlastung der bäuerlichen Bevölkerung. Große Teile der Schulden wurden den Bauern erlassen, zudem die jährlichen Abgaben verringert. Das Gericht Virgen wurde in der Folge unter staatliche Verwaltung gestellt.
Die Bevölkerung lebte auch in der Neuzeit fast ausschließlich von der Landwirtschaft, in geringerem Umfang wurde auch Bergbau betrieben. Die von den Bauern produzierten Güter wurden 1545 detailliert in den Pustertalischen Beschreibungen, einem Steuerregister, vermerkt. Die Bevölkerung führte zu dieser Zeit vor allem Getreide (Hafer, Roggen, Weizen und Gerste) und Bohnen aber auch Eier, Hühner und Lämmer an die Grundherren als Grundzins ab. Wie das Steuerregister aus dieser Zeit belegt, kam es im 16. Jahrhundert durch das Bevölkerungswachstum verstärkt zu Hofteilungen. Das unproduktive Land musste in der Folge immer mehr Familien versorgen. Des Weiteren geben die Pustertalischen Beschreibungen Auskunft über damals bestehende Siedlungsstruktur. Mit der Oberen beziehungsweise Unteren Rotte bei Sankt Andrä, der Rotte auf Walhern (Wallhorn), der Isslitzer Rotte (Hinterbichl) und der Rotte am Pabeyach (Bobojach) bestanden fünf Rotten auf dem heutigen Gemeindegebiet.
Die Ursprünge der Prägratner Pfarrkirche reichen bis in das 15. Jahrhundert zurück. 1516 wurde die dem heiligen Apostel Andreas geweihte Kirche nach einem Ausbau mit zwei Seitenaltären neu geweiht. Die Kirche stand jedoch über Jahrhunderte unter der Patronanz der Pfarre Virgen. 1719 bewilligte das Haller Damenstift den Antrag der fünf Prägratner Rotten zur Einrichtung eines eigenen Vikariates. Zuvor war lediglich einmal pro Monat eine Messe in der Kirche Sankt Andrä gelesen worden. Für einen regelmäßigen Messbesuch hatte die Prägratner Bevölkerung einen oft stundenlangen Fußmarsch nach Virgen in Kauf nehmen müssen. Für die Einrichtung des Vikariates verpflichteten sich die Bewohner der Rotten zur Errichtung eines Vikariathauses mit Gemüsegarten und zur Ablieferung von Naturalien an den Vikar. Am 22. Dezember 1719 genehmigte auch der Salzburger Erzbischof die Errichtung des Vikariats mit einem festen Kuraten. Um 1721/22 erhielt Prägraten zusätzlich einen eigenen Friedhof, da zuvor alle Toten nach Virgen transportiert werden mussten. Die Vikariatskirche wurde noch im 18. Jahrhundert erweitert.

### Prägraten im 19. Jahrhundert
Nach der Niederlage der österreichischen Truppen in der Schlacht bei Austerlitz (1805) wurde Österreich verpflichtet, Tirol an Bayern abzutreten. Die bayrische Regierung gliederte das Gebiet in der Folge dem Landgericht Virgen an. Nach dem Sieg Napoleons über Österreich im Herbst 1809 fiel auch Salzburg mit dem benachbarten Matrei an Bayern. Noch im selben Jahr organisierten die Iseltaler Schützen den Widerstand gegen die französische Besatzung. Nach anfänglichen Erfolgen gegen die französischen Truppen besetzten diese im Dezember 1809 das gesamte Iseltal mit seinen Nebentälern. Prägraten wurde 1810 den neugeschaffenen drei illyrischen Provinzen zugeschlagen, jedoch bereits 1813 von der Besatzung der Franzosen befreit.
Im Zuge der Neuordnung vereinigte Kaiser Franz II. 1813 die Herrschaft Matrei mit dem übrigen Tirol. Das Gericht Virgen mit Prägraten wurde 1817 dem k.k. Landgericht Windisch-Matrei (später Bezirksgericht Matrei) zugeschlagen. Die fünf Rotten Hinterbichl, Bobojach, Wallhorn sowie die zwei Rotten St. Andräs wurde in der Folge zur Gemeinde Prägraten zusammengeschlossen, unterstanden jedoch anfangs der Gemeinde Virgen. 1822/23 wurde das Langhaus der Kirche St. Andrä um zwei Joche erweitert, da sie auf Grund des Bevölkerungswachstums zu klein geworden war. 1891 wurde die Kirche St. Andrä zur Pfarrkirche erhoben.
Die wirtschaftliche Grundlage der Gemeinde bildete bis zum Ersten Weltkrieg fast ausschließlich die Landwirtschaft. Der Erzabbau wurde bereits im 17. Jahrhundert eingestellt. Die Höhenlage des Gemeindegebiets führte zu einer sehr geringen Produktivität in der Landwirtschaft und brachte dem Gebiet den Ruf ein, die „ärmste Gemeinde Osttirols“ zu sein. Durch die hohe Armut beschloss die Bevölkerung der Gemeinde geschlossen nach Nordamerika auszuwandern. Das Vorhaben wurde jedoch durch den Ausbruch des Ersten Weltkriegs verhindert. Dennoch erlitt die Gemeinde durch die Abwanderung, insbesondere in die Stadt Lienz, bis dahin starke Bevölkerungsverluste. Um die Jahrhundertwende wurde die Landwirtschaft vom Ackerbau hin zur Viehzucht geändert, der Tourismus hatte Anfang des 19. Jahrhunderts hingegen nur eine geringe Bedeutung. 1845 war zum ersten Mal der Großvenediger von Prägraten aus bestiegen worden, nach der Errichtung der Johannishütte 1857 durch Erzherzog Johann war Prägraten bis 1865 der Hauptausgangspunkt für Touren auf den Großvenediger. 1872 folge der Bau der Clarahütte, 1887 wurde das Defreggerhaus eröffnet. Bis zur Jahrhundertwende handelte es sich bei den Schutzhütten um unbewirtschaftete, primitive Bergsteigerlager. 1904 standen den Bergsteigern in Prägraten sieben autorisierte Bergführer zur Verfügung.

### Prägraten zwischen 1918 und 1945
Im Ersten Weltkrieg kehrten 24 Männer nicht aus dem Kriegsdienst zurück. Wirtschaftlich traf die bäuerliche Bevölkerung der Zusammenbruch Österreich-Ungarns auf Grund der möglichen Selbstversorgung weniger hart als die städtische Bevölkerung. Von den Infrastrukturmaßnahmen in der Zwischenkriegszeit profitierte die Gemeinde Prägraten stark. Die zwischen 1924 und 1933 mit fünf Tunneln errichtete Virgentalstraße band Prägraten an Virgen und Matrei und somit erstmals an ein überregionales Straßennetz an. Dadurch war Prägraten für Touristen leichter zu erreichen. Ab 1925 verbrachten auch die Wiener Sängerknaben die Sommerzeit in der Gemeinde. 1930 wurde in Hinterbichl das Hotel Wiener Sängerknaben mit 150 Betten eröffnet, das über eine eigene Schlachterei, Bäckerei, ein Elektrizitätswerk und eine Wasserleitung verfügte. Die Anwesenheit der Sängerknaben und der zunehmende Zustrom von Sommerfrische-Touristen führten zu einer starken Steigerung der Nächtigungszahlen zwischen 1926 (1.913 Übernachtungen) und 1933 (15.356 Übernachtungen). Trotz der Umsatzsteigerungen durch den Tourismus hatte die Weltwirtschaftskrise in Osttirol schwere Auswirkungen. Kaufkraftschwund und Konsumrückgang führten zu einer Agrarkrise, die zahlreiche Zwangsversteigerungen von Landwirtschaftsbetrieben auslöste. Die NSDAP versuchte in Osttirol die steigende Unzufriedenheit zu nutzen. Nach einer Erhebung der Bezirkshauptmannschaft Lienz gab es im Virgental jedoch kaum Mitglieder der nationalsozialistischen Partei. Von der 1933 verhängten Tausend-Mark-Sperre war der Bezirk Osttirol nur wenig betroffen, da der geringe Anteil an reichsdeutschen Urlaubern von Besuchern aus Österreich und der Tschechoslowakei ausgeglichen werden konnte.
Nach dem „Anschluss“ Österreichs an das Deutsche Reich 1938 wurde Osttirol dem Gau Kärnten zugeschlagen. Mitte März erfolgten die ersten Verhaftungen von ehemaligen Repräsentanten des Ständestaates, politischen Feinden und Lienzer Juden. Auf lokaler Ebene führte insbesondere die Einschränkung des kirchlichen Lebens zu Konflikten, etwa durch die Auflösung katholischer Vereine und die Beschneidung des Brauchtums. Gleichzeitig wurde die Bevölkerung in die nationalsozialistischen Teilorganisationen eingebunden. Das Heim der Wiener Sängerknaben in Prägraten wurde in der Folge von der nationalsozialistischen Volkswohlfahrt als Erholungsheim für die Kinderlandverschickung genutzt. Das Arbeitsbeschaffungsprogramm insbesondere im Baugewerbe und Rüstungswesen sowie die Gemeindeentschuldung sollte die Wirtschaft ankurbeln. Prägraten profitierte mit Gemeindeschulden von 33.000 Reichsmark von dieser teilweisen Entschuldung. Die Anfang 1942 durchgeführte Beschlagnahmung der Kirchenglocken führte in Prägraten zu Widerstand. In Bichl wurden drei, in Hinterbichl wurde eine Glocke vor dem Abtransport versteckt. Die Beteiligten wurden zu mehrmonatigen Haftstrafen verurteilt. Von den zum Kriegsdienst verpflichteten Prägratnern starben 36 an der Front oder blieben vermisst.

### Prägraten nach dem Zweiten Weltkrieg
Nach dem Ende des Zweiten Weltkriegs wurden in Prägraten zahlreiche Infrastrukturprojekte durchgeführt. Zwischen 1949 und 1951 errichtete die Gemeinde ein neues Schulgebäude, 1951 wurde im Dorf die Gemeindewasserversorgung hergestellt. In der ersten Hälfte der 1960er Jahre folgten Investitionen in die Erweiterung und Renovierung der Pfarrkirche und den Bau eines neuen Pfarrheims. Die Hochwasserkatastrophe 1965/66 traf Prägraten mit einem Schaden von 2,5 Mio. Schilling schwer. Um weitere Katastrophen zu verhindern, wurde zwischen 1967 und 1974 der Timmelbach verbaut.
Ab den 1950er Jahren entwickelte sich in Prägraten der Tourismus immer stärker. Unterstützt vom rasanten Wirtschaftswachstum in Österreich und der Eröffnung der Felbertauernstraße 1967, konnte Prägraten die Zahl der Übernachtungen laufend steigern. Um auch den Anteil des Wintertourismus zu erhöhen, investierte die Gemeinde in den Bau von vier Schleppliftanlagen (1962 bis 1971). Bis in die 1980er Jahre stiegen die Übernachtungen in der Gemeinde ständig. Danach begann, wie im gesamten Bezirksgebiet, ein Abschwung in den Nächtigungszahlen.
Bereits kurz nach dem Zweiten Weltkrieg war die Gemeinde Prägraten mit dem nördlichen Osttirol in zahlreiche Kraftwerkspläne einbezogen worden. Die höchste Realisierungschance genoss lange Zeit das Kraftwerksprojekt Dorfertal, für das Bäche aus dem ganzen nördlichen Osttirol in einen Großspeicher im Kalser Dorfertal geleitet werden sollten. Der wachsende Widerstand der aufkeimenden Umweltbewegung und Pläne für einen Nationalpark in den Hohen Tauern verhinderte letztlich das Projekt. Nach dem Aus für das Kraftwerksprojekt 1989 wurde die Umsetzung des Nationalparks Hohe Tauern vorangetrieben. In einer Volksbefragung lehnten die Prägratner 1991 dessen Errichtung jedoch mit über 90 % ab. Neben den landwirtschaftlichen Einschränkungen spielte die zuvor von Innsbruck abgelehnte Erschließung des Großvenediger-Gletschergebietes eine Rolle. Dennoch wurde die Errichtung des Nationalparks 1991 beschlossen und Prägraten zur Nationalparkgemeinde, wobei mehr als die Hälfte der Gemeindefläche unter Naturschutz gestellt wurde. Nach der Jahrtausendwende investierte die Gemeinde Prägraten stark in den Ausbau der Wasserkraft und es wurde von der Tiroler Wasserkraft AG (TIWAG) ein Hochdruck-Kleinwasserkraftwerk am Dorferbach errichtet und 2007 in Betrieb genommen. Die Sajathütte wurde nach der Zerstörung durch eine Staublawine im April 2001 wieder errichtet und 2002 eingeweiht. Für überregionale Schlagzeilen sorgte die viel kritisierte Umbenennung des Mullwitzkogel in Wiesbauerspitze im Juli 2007. Die Gemeinde Prägraten, 2006 bis 2008 Etappenziel der Österreich-Rundfahrt, hatte die Umbenennung im Zuge der Kooperation mit dem Toursponsor und Wurstfabrikanten Wiesbauer durchgeführt, der auf seinen Produkten für Urlaub in Prägraten warb.

## Kultur und Sehenswürdigkeiten

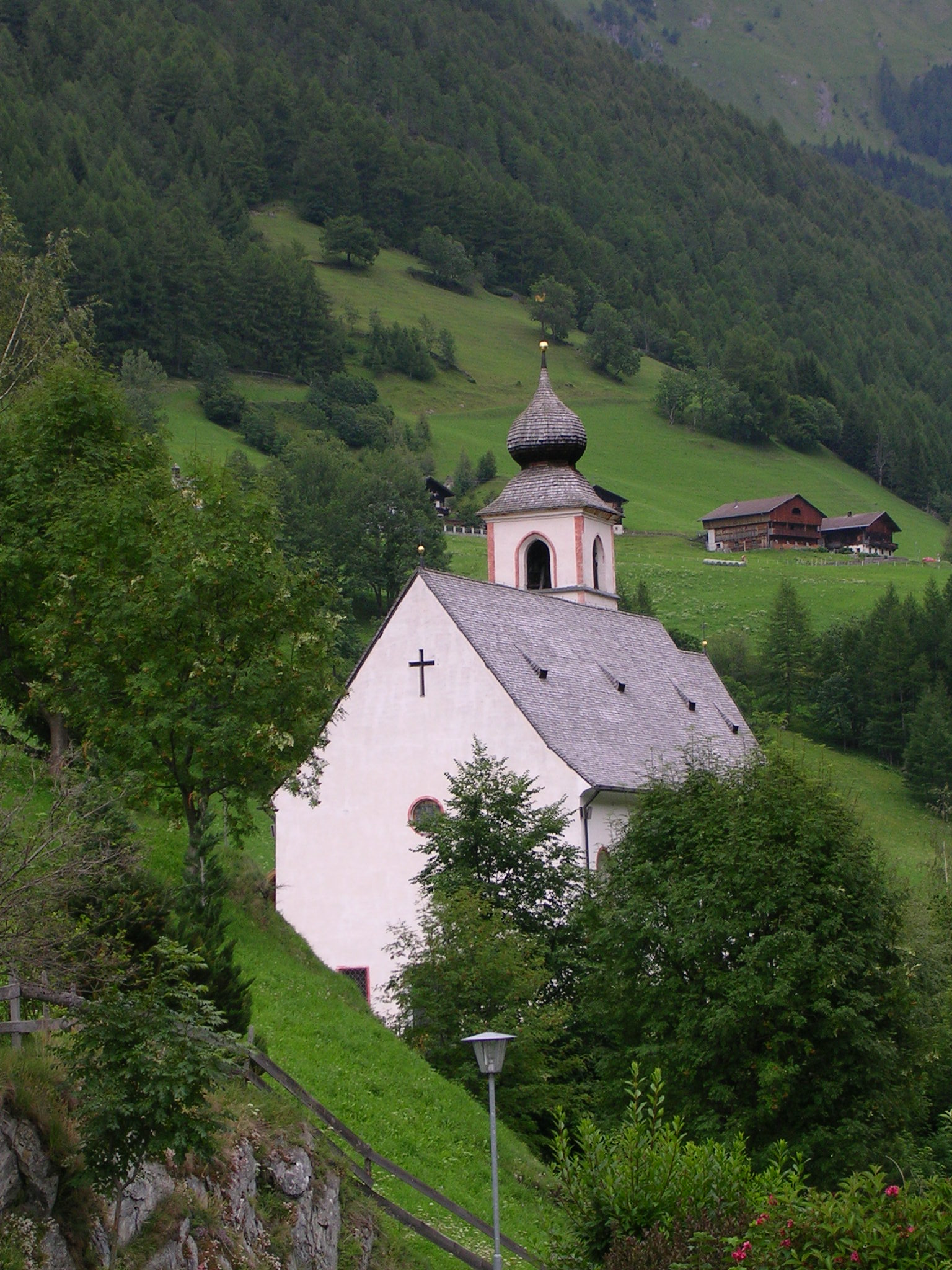
Pfarrkirche Prägraten

Zu den wichtigsten Sehenswürdigkeiten der Gemeinde Prägraten zählen die zahlreichen kirchlichen Bauten. Die Pfarrkirche Sankt Andrä geht auf eine Kapelle zurück, die bereits im 15. Jahrhundert existierte. Zu Beginn des 16. Jahrhunderts wurde sie erweitert und 1516 neu geweiht. Das Bevölkerungswachstum machte weitere Verlängerungen des Langhauses im 19. und 20. Jahrhundert notwendig. Kennzeichnend für die Prägratner Pfarrkirche ist ein eingezogener Chor, das steile Satteldach und ein im Kern gotischer Nordturm mit spitzbogigen Schallfenstern und Zwiebelhaube. Neben der Pfarrkirche Sankt Andrä existieren in der Gemeinde elf weitere Kapellen. Eine der ältesten und auffälligsten liegt in der Fraktion Hinterbichl. Die in unverputztem Bruchsteinmauerwerk ausgeführte „Kapelle zum Heiligen Chrysanth und Sebastian“ wurde vermutlich im 16. oder 17. Jahrhundert errichtet.
Neben den kirchlichen Bauten zählen vor allem Gebäude der bäuerlichen Kultur zu den Sehenswürdigkeiten von Prägraten. Die Islitzer Mühle, eine funktionsfähige Kornmühle am Dorferbach, kann ebenso besichtigt werden, wie das Heimatmuseum Oberbichl mit seiner erhaltenen „Rauchkuchl“ und zahlreichen bäuerlichen Arbeitsgeräten und Alltagsgegenständen. Im Mitterkratzerhof, einem über 200 Jahre alten Hof auf dem Bichl, wurde eine Informationsstelle des Österreichischen Alpenvereins und des Nationalparks Hohe Tauern eingerichtet, in dem Ausstellungen und Vorträge veranstaltet werden.
Das Naturschauspiel der Umbalfälle an der oberen Isel ist ebenfalls Anziehungspunkt für zahlreiche Besucher.

### Kultur und Brauchtum
Der älteste Kulturverein der Gemeinde ist die 1849 gegründete Musikkapelle. Sie besteht aus rund 60 Musikern und verfügt seit 2002 über eine eigene Jugendblaskapelle. Traditionell veranstaltet die Blaskapelle jährlichen am Ostersonntag ein Frühjahrskonzert und ein Festkonzert am Hohen Frauentag (15. August) sowie zahlreiche kleinere Konzerte im Sommer. Der 1962 gegründete Heimatchor Prägraten kann ebenfalls auf eine jahrzehntelange Tradition verweisen; dieser trägt kirchliche, weltliche sowie Volkslieder vor und veranstaltet regelmäßig „Kranzlsingen“. Die beiden Theatervereine der Gemeinde wurden hingegen erst in den 1990er Jahren gegründet. Während die Prägratener Dorfkomödianten Komödien, Sketche, Pantomime zur Aufführung bringen, bietet der Theaterverein Prägraten vor allem bäuerliche Schauspiele dar.
Auf eine weit längere Tradition kann die 1908 gegründete Prägratener Schützenkompanie verweisen. Sie nimmt alljährlich an fünf Prozessionen teil und besteht aus etwa 45 Personen. Wesentlich jünger ist hingegen der Nikolaus-Klaubaufverein, der erst 2003 ins Leben gerufen wurde und sich die Erhaltung dieses Brauches zum Ziel gesetzt hat. Beim Umzug geht der Nikolaus mit seinen Engel von Haus zu Haus und bittet um Einlass. Ihm folgen die Krampusse mit geschnitzten Masken, Fell und lauten Glocken. Die Klaubauftage mit Hausbesuchen finden von 1. bis 6. Dezember statt. Am 6. Dezember endet der Brauch mit dem Ausläuten auf dem Dorfplatz.

### Sport
Prägraten ist seit 2006 Etappenziel der Österreich-Rundfahrt und beherbergt drei Sportvereine. Größter ist die 1955 gegründete Sportunion Prägraten am Großvenediger. Bereits im Gründungsjahr wurde im Bereich des heutigen Waldstadions mit der Errichtung eines kleinen Sportplatzes begonnen. Der Fußballplatz wurde 1956 mit einem Eröffnungsspiel gegen Union Matrei eröffnet. Nach und nach wurde der Verein um mehrere Sektionen erweitert und umfasste 2007 die Sektionen Fußball, Schi-Alpin, Langlauf, Kegeln, Paragleiten und Tennis sowie die inaktiven Sektionen Eisstock und Rodeln. Der Fußballverein Prägraten nimmt auf Grund der Entfernung zu Nordtirol, wie alle Osttiroler Vereine, an den Meisterschaften der Kärntner Liga teil und trägt seine Spiele im 1975 errichteten Waldstadion aus. Im Sommer 2019 gründete die Sportunion Prägraten gemeinsam mit Virgen eine Spielgemeinschaft die SG Virgental. Womit sie in der 1. Klasse A teilnehmen. Neben der Sportunion wurde 1994 der Eishockeyclub EC Black Devils Prägraten gegründet. Die Black Devils spielen seit 2002 in der 1. Klasse West der Kärntner Meisterschaften, der zweitniedrigsten Liga. Neben der Sportunion und den Black Devils besteht in Prägraten der 1996 gegründete Freizeit-, Sport- und Freundschaftsverein Venediger Kicker, der an Kleinfeldturnieren in der Umgebung teilnimmt und jährlich ein Turnier in Prägraten veranstaltet. Erfolgreichster Sportler aus Prägraten ist der ehemalige Skirennläufer und fünfmalige Weltcup-Rennsieger Anton „Jimmy“ Steiner.

## Wirtschaft und Infrastruktur
| Die im Rahmen der Volkszählung durchgeführte Arbeitsstättenzählung ergab 2001 in Prägraten 61 Arbeitsstätten mit 198 Beschäftigten (ohne Landwirtschaft), wobei rund 66 % unselbständig Beschäftigte waren. Gegenüber dem Jahr 1991 war die Anzahl der Arbeitsstätten um vier Einheiten (plus 6,6 %) gestiegen. Die Beschäftigungszahlen hatten sich zwischen 1991 und 2001 mit einem Plus von 215 % mehr als verdoppelt. Wichtigster Wirtschaftszweig in der Gemeinde ist das Beherbergungs- und Gaststättenwesen, das 2001 rund 67 % der Betriebe sowie 49 % der Beschäftigten in der Gemeinde umfasste. Gemessen am Anteil der Beschäftigten folgen danach der Bergbau (15 % der Beschäftigten), Öffentliche Verwaltung und Handel. Die Betriebsgrößen der Betriebe von Prägraten sind klein strukturiert, lediglich die Firma Lauster Steinbau GmbH (Serpentin-Abbau) verfügte 2001 mit 29 Mitarbeitern über eine Betriebsgröße mit 20 oder mehr Beschäftigten. Auf Grund der Konzentration auf den Tourismus und dem eingeschränkten Wintertourismus besteht in Prägraten eine sehr hohe Pendlerrate. Von den 563 erwerbstätigen Einwohnern des Jahres 2011 pendelten 415 aus der Gemeinde aus. Gleichzeitig fanden 21 Einpendler Arbeit in Prägraten. | Die zur Anzeige dieser Grafik verwendete Erweiterung wurde dauerhaft deaktiviert. Wir arbeiten aktuell daran, diese und weitere betroffene Grafiken auf ein neues Format umzustellen. (Mehr dazu) |

Prägraten verfügt über kein eigenes Postamt mehr, dieses wurde 2005 geschlossen. Die Bevölkerung muss zu einem Post-Partner direkt im Ort ausweichen.

### Landwirtschaft
| Viehbestand | 1983 | 1991 | 1995 | 2010 |
| ----------- | ---- | ---- | ---- | ---- |
| Pferde      | 5    | 0    | 15   | 30   |
| Rinder      | 711  | 712  | 698  | 765  |
| Schweine    | 158  | 146  | 130  | 48   |
| Schafe      | 617  | 656  | 599  | 621  |
| Ziegen      | 17   | 6    | 50   | 56   |
| Hühner      | 177  | 231  | 337  | 165  |

In Prägraten bestanden 1999 101 land- und forstwirtschaftliche Betriebe, die insgesamt 7.087 Hektar bewirtschafteten. Dabei wurden noch 27 Betriebe im Haupterwerb, 51 Betriebe im Nebenerwerb geführt. 22 Betriebe standen im Eigentum juristischer Personen. Gegenüber 1995 war die Anzahl der Betriebe um 22 zurückgegangen. Während Nebenerwerbsbetriebe und Betriebe juristischer Personen stark zurückgingen, erhöhte sich die Zahl der Haupterwerbsbetriebe deutlich von 20 auf 27. Die bewirtschaftete Fläche hatte sich zwischen 1995 und 1999 kaum verändert.
Der Haupterwerb der Prägratner Bauern liegt in der Viehzucht, wobei die Rinder- und Schafzucht dominiert. Rund 31 % der Gemeindefläche werden von Almen eingenommen. Trotz des Rückgangs der Betriebe, bewegt sich der Viehbestand seit Jahrzehnten auf einem ähnlichen Niveau. Der ehemals bedeutende Ackerbau ist heute nahezu verschwunden. Um die Jahrhundertwende wurden lediglich 4 Hektar des Gemeindegebiets als Ackerfläche genutzt.

### Tourismus
| Übernachtungen in Prägraten | Übernachtungen in Prägraten | Übernachtungen in Prägraten | Übernachtungen in Prägraten | Übernachtungen in Prägraten |
| Jahr                        | Sommer                      | Winter                      | Gesamt                      |                             |
| --------------------------- | --------------------------- | --------------------------- | --------------------------- | --------------------------- |
| 1965                        | 73.649                      | 5.207                       | 78.824                      |                             |
| 1971                        | 108.832                     | 12.006                      | 120.838                     |                             |
| 1981                        | 171.230                     | 25.511                      | 196.741                     |                             |
| 1991                        | 141.733                     | 19.905                      | 161.638                     |                             |
| 2001                        | 89.713                      | 26.369                      | 116.100                     |                             |
| 2006                        | 81.030                      | 24.682                      | 105.712                     |                             |
| 2008                        | 74.865                      | 19.176                      | 94.041                      |                             |
| 2019                        |                             |                             | 81.200                      |                             |

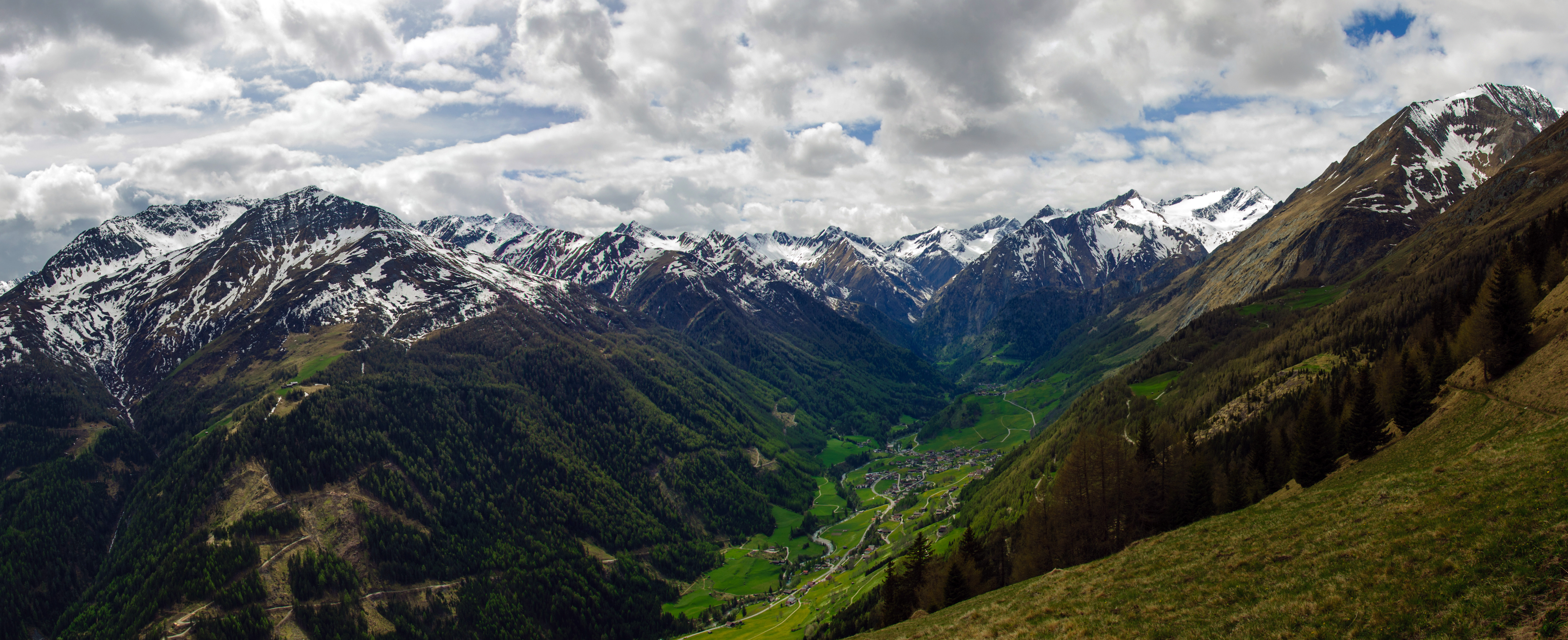
Panorama Prägraten am Großvenediger

Die Anfänge des Tourismus in der Gemeinde Prägraten gehen auf den Alpinismus des 19. Jahrhunderts zurück. Prägraten profitierte dabei von der Lage am Großvenediger, der 1841 vom Salzburger Pinzgau ausgehend, erstmals bestiegen wurde. Der Startschuss für die Entwicklung des Tourismus in Prägraten erfolgte 1845, als der Ort erstmals Ausgangspunkt für eine Besteigung des Großvenedigers war. In der Folge konnte sich die bäuerliche Bevölkerung als Bergführer ein Zubrot verdienen. Die fehlende Infrastruktur behinderte jedoch lange Zeit ein stärkeres Wachstum. In Prägraten kam es, ebenso wie in den Nachbargemeinden, nach dem Zweiten Weltkrieg zu einem starken Aufschwung des Tourismus. Die Zahl der Übernachtungen konnte unterstützt vom wirtschaftlichen Aufschwung in Österreich und Deutschland (Wirtschaftswunder) laufend gesteigert werden. Die Eröffnung der Felbertauernstraße 1967 ermöglichte zudem eine leichtere Anreise der Urlauber über Salzburg. Um auch von der Wintersaison zu profitieren, wurde in den 1960er und 70er Jahren in den Bau von mehreren Schleppliften investiert. Die Pläne für eine Erschließung eines Gletscherskigebiets am Großvenediger scheiterten jedoch. Dadurch konnte sich nie ein ausgeprägter Wintertourismus in Prägraten entwickeln.
Die Anzahl der Übernachtungen erreicht heute nur noch rund die Hälfte der Spitzenwerte, die in den 1980er Jahren erzielt wurden. 82 % der Sommergäste stammten 2006 aus dem Ausland, wobei 62 % der Gesamtübernachtungen auf Gäste aus Deutschland und 11,5 % auf Gäste aus den Niederlanden entfielen. Insgesamt verfügte Prägraten 2005 über 1315 Gästebetten und belegte in diesem Bereich den fünften Platz im Bezirk Lienz. Allerdings befand sich kein Vier- oder Fünfsternbetrieb unter den Prägratner Beherbergungsbetrieben. Die Gemeinde Prägraten setzt bewusst, genauso wie das gesamte Virgental, auf den sanften Tourismus. So gibt es zum Beispiel im gesamten Tal weder touristische Bergbahnen noch große Hotels.
Die Gemeinde Prägraten war noch 2007 zusammen mit den Osttiroler Nationalparkgemeinden in der Urlaubsregion Nationalpark Hohe Tauern Osttirol organisiert. 2008 wurden die drei Osttiroler Tourismusverbände zum „Tourismusverband Osttirol“ zusammengeschlossen. Als Hauptattraktion dient im Sommer das dichte Wandernetz mit dem Venediger Höhenweg. Auf dem Gemeindegebiet bestehen mehrere Schutzhütten und bewirtschaftete Almen. Zu den zentralen Anlaufstellen für Bergsteiger gehören das Defreggerhaus als Ausgangspunkt für Touren um den Großvenediger, die Eisseehütte im Bereich der Weißspitze und die Essener-Rostocker-Hütte als Stützpunkt für die Besteigung von Malham- und Simonyspitzen. Weitere Schutzhütten auf dem Gemeindegebiet sind Nilljochhütte, Clarahütte, Stabanthütte, Sajathütte, Bergerseehütte, Lasnitzenhütte und Johannishütte. Im Winter stehen zwei Schlepplifte und eine 30 Kilometer lange Loipe zur Verfügung.

### Verkehr und Infrastruktur
Die Gemeinde Prägraten wird durch die Virgentalstraße (L 24) erschlossen, die von der Gemeinde Matrei über Virgen nach Prägraten bis Hinterbichl verläuft. Die Virgentalstraße verfügt in Matrei über einen Anschluss an die Felbertauernstraße B 108. Mit öffentlichen Verkehrsmitteln ist Prägraten mittels Linienbussen der ÖBB-Postbus GmbH erreichbar. Die Linie 951 bindet die Gemeinde dabei täglich bis zu zehnmal an die rund 41 Kilometer entfernte Bezirkshauptstadt Lienz an (Fahrzeit: 1 Stunde und 5 Minuten bis Hinterbichl). Geführt wird die Linie vom Lienzer Bahnhof über Matrei und Virgen. Der nächstgelegene Anschluss an das Bahnnetz befindet sich ebenfalls in Lienz.
Die Abwasserentsorgung der Gemeinde erfolgt über den „Abwasserverband Hohe Tauern Süd“, zu dem sich mehrere Gemeinden des nördlichen Osttirols zusammengeschlossen haben. Die Abwässer der Mitgliedsgemeinden werden in der 1999 eröffneten Kläranlage in Huben gereinigt und in die Isel geleitet. Die gesamte Ortskanalisation von Prägraten war zwischen 1998 und 2000 fertig gestellt und an die Kläranlage angebunden worden. 2002 waren 96 % der 260 Abwasser produzierenden Objekte in Prägraten an die Kläranlage angeschlossen. Der Abfall, der in der Gemeinde anfällt, wird über den Abfallwirtschaftsverband Osttirol (AWVO) entsorgt.
Nach hohen Investitionen in Neubauten und Infrastrukturprojekten nützte die Gemeinde Prägraten den Aus- und Neubau von Kleinwasserkraftanlagen zur Sanierung der Gemeindefinanzen. Insbesondere erhielt die Gemeinde Ausgleichszahlungen der TIWAG und nutzte Ökostromförderungen. Das 2006 an Stelle einer alten Kraftwerksanlage am Timmelbach errichtete Werk der Firma „Elektrowerk Prägraten“ liefert jährlich neun Mio. kWh. Für das am 5. Oktober 2007 in Hinterbichl eröffnete Dorferbach-Kraftwerk mit einer Jahresleistung von 40 kWh wurde der Dorferbach (Islitz) und der Zopathbach abgeleitet. Das Kraftwerk kämpfte während seines Probebetriebs mit Wassermangel und wurde zeitweise stillgelegt. Um zusätzliche Einnahmen zu lukrieren, plant die Gemeinde weiters die Errichtung eines weiteren Kraftwerks am Lasnitzenbach. Im März 2007 erfolgte in erster Instanz jedoch ein negativer wasserrechtlicher Bescheid für das Kleinkraftwerk, gegen den die Gemeinde Berufung einlegte.

### Bildung
Der älteste Hinweis auf das Schulwesen stammt aus dem Jahr 1774, als zur Zeit der Theresianischen Reformen eine „neue Schulstub“ errichtet wurde. 1832 wurde ein eigenes Schulgebäude erbaut, das heutige Schulhaus stammt aus dem Jahre 1950 und wurde 1997 renoviert und mit einem Dorfsaal ausgestattet. Es beherbergt eine vierklassige Volksschule mit rund 100 Schülern (2000/01). Im Nachbargebäude befindet sich ein Kindergarten. Zum Besuch einer Hauptschule müssen die Schüler in das benachbarte Virgen, für den Besuch höherer Schulen in die Bezirkshauptstadt Lienz auspendeln.

### Sicherheit und Gesundheitswesen
Prägraten hat heute keine eigene Polizeistation mehr, wobei das Gemeindegebiet in den Zuständigkeitsbereich der Polizeiinspektion Matrei fällt. Die Freiwillige Feuerwehr wurde 1908 gegründet und hat mehr als 100 Mitglieder. Neben dem 1994/95 errichteten Feuerwehrhaus Prägraten verfügt die Freiwillige Feuerwehr zudem über kleinere Spritzenhäuser in den Außenfraktionen, um bei gesperrten Straße durch Lawinen, hier ebenso über Gerätschaften zu verfügen. Zur Bergung von Bergopfern ist im selben Gebäude die in den 1940er Jahren gegründete Bergrettung untergebracht. Die medizinische Grundversorgung übernimmt der Arzt für Allgemeinmedizin im benachbarten Virgen. Die nächstgelegene Apotheke befindet sich in der benachbarten Marktgemeinde Matrei. Zum Besuch eines Facharztes muss ebenfalls nach Matrei, oder in die Bezirkshauptstadt Lienz, wo sich zudem das Bezirkskrankenhaus befindet, ausgependelt werden.

## Politik

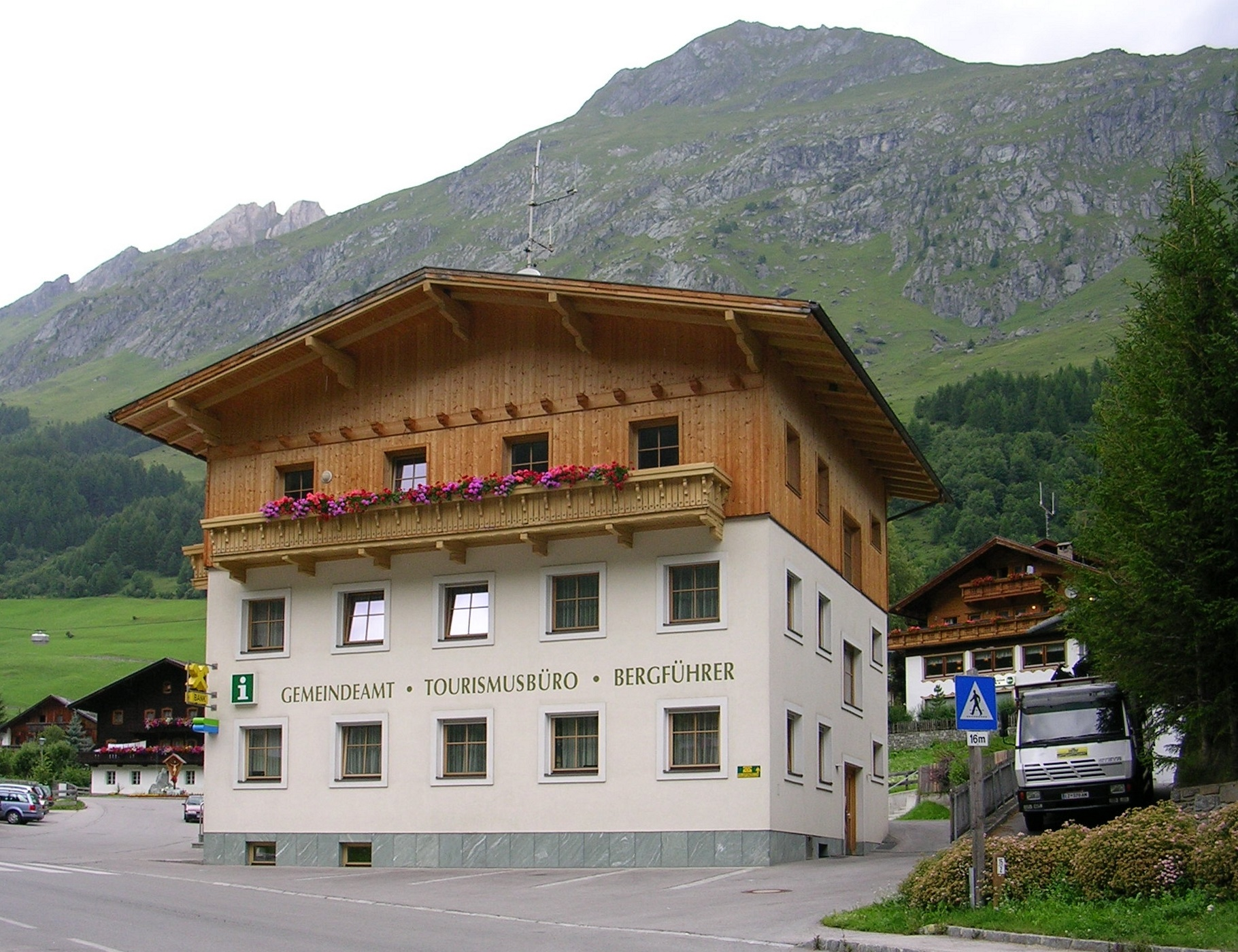
Gemeindeamt von Prägraten

Der Gemeinderat als oberstes Gremium der Gemeinde umfasst 13 Sitze und wird alle sechs Jahre im Zuge tirolweiter Gemeinderatswahlen gewählt. Gleichzeitig wird der Bürgermeister in einer Direktwahl bestimmt, wobei es beim Ausbleiben einer absoluten Mehrheit für einen Kandidaten zu einer Stichwahl kommt. Amtierender Bürgermeister ist seit 2010 Anton Steiner.
Bei den Gemeinderatswahlen treten in Prägraten traditionell verschiedene Listen an. 2004 ging aus den Wahlen die Liste Bürgermeister und Bauernbund als Sieger hervor. Mit 44,5 % und sechs Mandaten konnte sie ihren Stimmenanteil leicht steigern. Als zweitstärkste Kraft konnte sich die Liste Tourismus und Wirtschaft mit 22,4 % halten, die jedoch rund 12 % und ein Mandat einbüßte. Auch die Prägratner Liste büßte rund 9 % sowie ein Mandat ein und erreichte 15,9 %. Von den Verlusten profitierte die Liste Arbeit und Wirtschaft Prägraten, die bei ihrem erstmaligen Antreten 19,2 % erzielte.
2010 scheiterte Johann Kratzer, der die Bürgermeisterdirektwahlen 2004 noch ohne Gegenkandidat gewonnen hatte, bei den Bürgermeisterdirektwahlen gegen seinen Herausforderer Anton Steiner. Anton Steiner erreichte 61,9 %, wohingegen Kratzer nur noch auf 38,1 % kam. Auch Kratzers Wahlliste, Die Bürgermeister-Liste Hans Kratzer für Zusammenarbeit, Dorfgemeinschaft und Fortschritt erzielte nur noch 26,9 % bzw. 4 Mandate. Als Sieger der Gemeinderatswahl ging die Unabhängige Liste „Unser Prägraten“ – Bürgermeisterkandidat Anton Steiner des neuen Bürgermeisters hervor, wobei Steiners Liste 34,5 % bzw. fünf Mandate erreichte. Mit 16,4 % erreicht zudem die Liste Bauernbund – Landjugend zwei Mandate, je ein Mandat entfielen auf die Listen Tourismus und Wirtschaft bzw. die Prägratner Liste.
| Partei                                                                              | 2022             | 2022             | 2022             | 2016             | 2016             | 2016             |
| Partei                                                                              | Prozent          | Stimmen          | Mandate          | Prozent          | Stimmen          | Mandate          |
| ----------------------------------------------------------------------------------- | ---------------- | ---------------- | ---------------- | ---------------- | ---------------- | ---------------- |
| Gemeinsam für Prägraten am Großvenediger (GEM-PAG)                                  | 44,62            | 311              | 6                | nicht kandidiert | nicht kandidiert | nicht kandidiert |
| Fürs Dorf – Bauernbund / Landjugend (FÜRS DORF)                                     | 26,40            | 184              | 4                | 14,09            | 116              | 2                |
| Lebenswertes Prägraten (LP)                                                         | 18,51            | 129              | 2                | nicht kandidiert | nicht kandidiert | nicht kandidiert |
| Prägratner Liste (UNSA PAG)                                                         | 10,47            | 73               | 1                | 9,23             | 76               | 1                |
| Unabhängige Liste „Unser Prägraten“ – Bürgermeister Anton Steiner (Unser Prägraten) | nicht kandidiert | nicht kandidiert | nicht kandidiert | 34,02            | 280              | 5                |
| Die Liste Hans Kratzer für Zusammenarbeit, Dorfgemeinschaft und Fortschritt         | nicht kandidiert | nicht kandidiert | nicht kandidiert | 24,06            | 198              | 3                |
| Team Prägraten a. G.                                                                | nicht kandidiert | nicht kandidiert | nicht kandidiert | 18,59            | 153              | 2                |

### Wappen
Der Gemeinde Prägraten wurde das Gemeindewappen am 24. November 1974 von der Tiroler Landesregierung verliehen. Es zeigt:
„In Silber ein rotes Andreaskreuz mit einem goldenen Taukreuz auf schwarzem Grund als Herzschild.“
Das Andreaskreuz erinnert dabei an das Wappen des Pfarrpatrons, der Herzschild an das Augustiner-Chorherrenstift Neustift, das bereits im 12. Jahrhundert Besitzungen in Prägraten hatte.

## Persönlichkeiten

### Ehrenbürger der Gemeinde
- Erich Kneußl (1884–1968), Politiker (CSP, VF)

### Söhne und Töchter der Gemeinde
- Josef Gasser von Wallhorn (1816–1900), Bildhauer
- Adrian Egger (1908–1978), Bildhauer
- Josef Troyer (1909–1998), Bildhauer und Maler
- Josef Steiner (* 1945), Theologe

### Mit der Gemeinde verbundene Persönlichkeiten
- Anton „Jimmy“ Steiner (* 1958), Skirennläufer